# Temporada 2014 de la NASCAR Sprint Cup Series

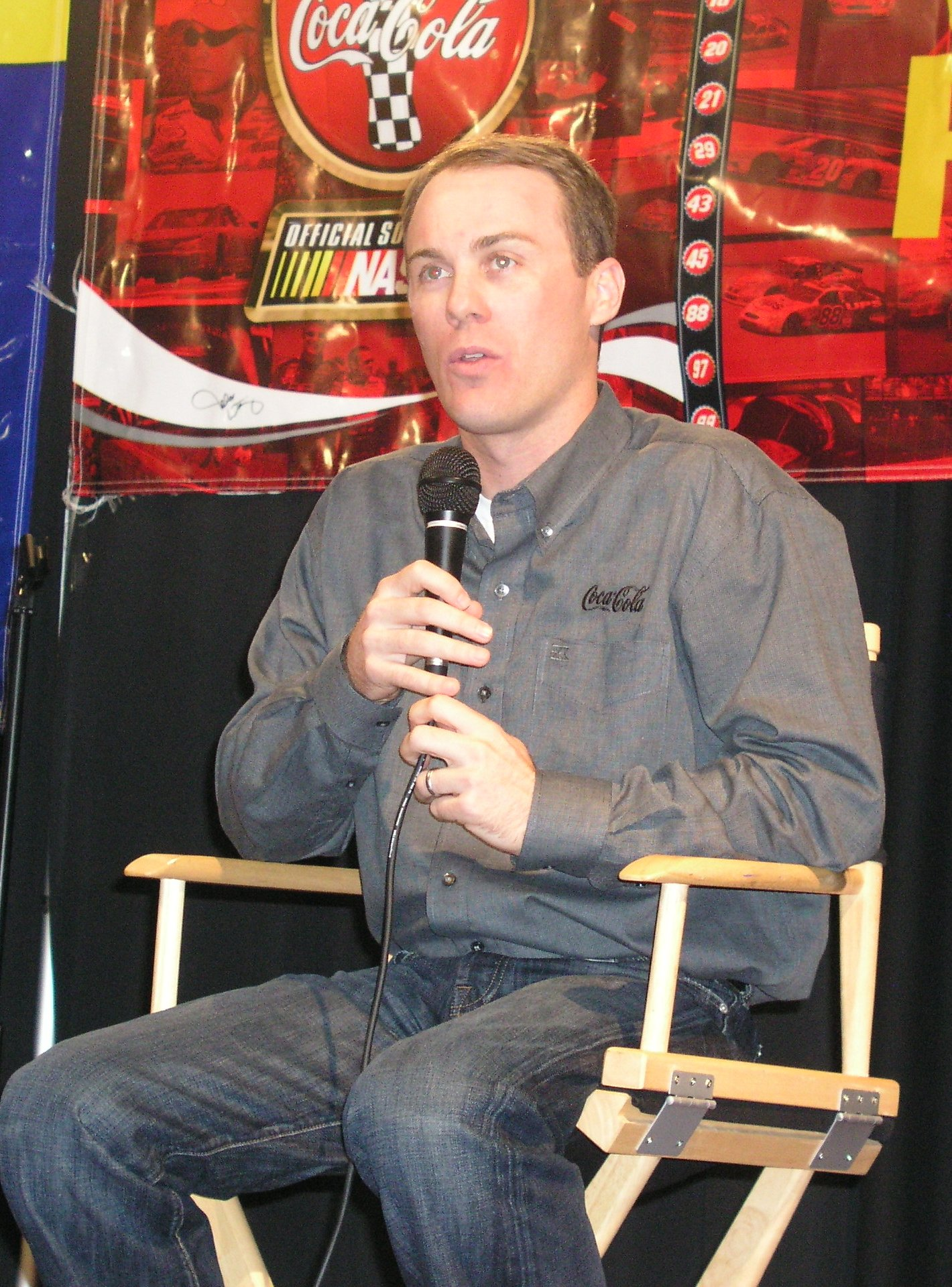
Kevin Harvick, el campeón de la Copa NASCAR 2014.

La temporada 2014 de la NASCAR Sprint Cup Series fue la número 66 de la categoría más importante de carreras de "stock cars" (coches de serie) en los Estados Unidos. La temporada comenzó en Daytona International Speedway, con la Sprint Unlimited, seguido por las 500 Millas de Daytona y terminó con la Ford EcoBoost 400 en Homestead-Miami Speedway.

## Pilotos y equipos confirmados
Leyenda
(R): Pilotos candidatos para lograr el premio Novato del Año de la categoría

### Temporada completa
| Marca                                           | Equipo                    | N.º               | Piloto                                  | Jefe de equipo                 |
| ----------------------------------------------- | ------------------------- | ----------------- | --------------------------------------- | ------------------------------ |
| Chevrolet                                       | Chip Ganassi Racing       | 1                 | Jamie McMurray                          | Keith Rodden                   |
| Chevrolet                                       | Chip Ganassi Racing       | 42                | Kyle Larson (R)                         | Chris Heroy                    |
| Chevrolet                                       | Furniture Row Racing      | 78                | Martin Truex, Jr.                       | Todd Berrier                   |
| Chevrolet                                       | Germain Racing            | 13                | Casey Mears                             | Bootie Barker                  |
| Chevrolet                                       | Hendrick Motorsports      | 5                 | Kasey Kahne                             | Kenny Francis                  |
| Chevrolet                                       | Hendrick Motorsports      | 24                | Jeff Gordon                             | Alan Gustafson                 |
| Chevrolet                                       | Hendrick Motorsports      | 48                | Jimmie Johnson                          | Chad Knaus                     |
| Chevrolet                                       | Hendrick Motorsports      | 88                | Dale Earnhardt, Jr.                     | Steve Letarte                  |
| Chevrolet                                       | HScott Motorsports        | 51                | Justin Allgaier (R)                     | Steve Addington                |
| Chevrolet                                       | JTG Daugherty Racing      | 47                | A. J. Allmendinger                      | Brian Burns                    |
| Chevrolet                                       | Phil Parsons Racing       | 98                | Josh Wise                               | Gene Nead                      |
| Chevrolet                                       | Richard Childress Racing  | 3                 | Austin Dillon (R)                       | Gil Martin                     |
| Chevrolet                                       | Richard Childress Racing  | 27                | Paul Menard                             | Slugger Labbe                  |
| Chevrolet                                       | Richard Childress Racing  | 31                | Ryan Newman                             | Luke Lambert                   |
| Chevrolet                                       | Richard Childress Racing  | 331               | Brian Scott 6                           | Nick Harrison                  |
| Chevrolet                                       | Richard Childress Racing  | 331               | Ty Dillon 2                             | Nick Harrison                  |
| Chevrolet                                       | Hillman-Circle Sport LLC  | 331               | Timmy Hill 5                            | Mark Hillman Mike Hillman, Jr. |
| Chevrolet                                       | Hillman-Circle Sport LLC  | 331               | David Stremme 13                        | Mark Hillman Mike Hillman, Jr. |
| Chevrolet                                       | Hillman-Circle Sport LLC  | 331               | Alex Kennedy 5                          | Mark Hillman Mike Hillman, Jr. |
| Chevrolet                                       | Hillman-Circle Sport LLC  | 331               | Bobby Labonte 1                         | Mark Hillman Mike Hillman, Jr. |
| Chevrolet                                       | Hillman-Circle Sport LLC  | 331               | Morgan Shepherd 1                       | Mark Hillman Mike Hillman, Jr. |
| Chevrolet                                       | Hillman-Circle Sport LLC  | 331               | Travis Kvapil 3                         | Mark Hillman Mike Hillman, Jr. |
| Chevrolet                                       | Hillman-Circle Sport LLC  | 40                | Landon Cassill                          | Mike Abner Mark Hillman        |
| Chevrolet                                       | Stewart-Haas Racing       | 4                 | Kevin Harvick                           | Rodney Childers                |
| Chevrolet                                       | Stewart-Haas Racing       | 10                | Danica Patrick                          | Tony Gibson                    |
| Chevrolet                                       | Stewart-Haas Racing       | 14                | Tony Stewart33                          | Chad Johnston                  |
| Chevrolet                                       | Stewart-Haas Racing       | 14                | Regan Smith1                            | Chad Johnston                  |
| Chevrolet                                       | Stewart-Haas Racing       | 14                | Jeff Burton2                            | Chad Johnston                  |
| Chevrolet                                       | Stewart-Haas Racing       | 41                | Kurt Busch                              | Daniel Knost                   |
| Chevrolet                                       | Tommy Baldwin Racing      | 7                 | Michael Annett (R)                      | Kevin Manion                   |
| Chevrolet                                       | Tommy Baldwin Racing      | 36                | Reed Sorenson                           | Todd Parrott                   |
| Ford                                            | Front Row Motorsports     | 34                | David Ragan                             | Jay Guy                        |
| Ford                                            | Front Row Motorsports     | 38                | David Gilliland                         | Frankie Kerr                   |
| Ford                                            | Go FAS Racing             | 32                | Terry Labonte 4                         | Dan Stillman Ben Leslie        |
| Ford                                            | Go FAS Racing             | 32                | Travis Kvapil 16                        | Dan Stillman Ben Leslie        |
| Ford                                            | Go FAS Racing             | 32                | Blake Koch 4                            | Dan Stillman Ben Leslie        |
| Ford                                            | Go FAS Racing             | 32                | Boris Said 2                            | Dan Stillman Ben Leslie        |
| Ford                                            | Go FAS Racing             | 32                | Eddie MacDonald 1                       | Dan Stillman Ben Leslie        |
| Ford                                            | Go FAS Racing             | 32                | J. J. Yeley 3                           | Dan Stillman Ben Leslie        |
| Ford                                            | Go FAS Racing             | 32                | Joey Gase 4                             | Dan Stillman Ben Leslie        |
| Ford                                            | Go FAS Racing             | 32                | Timmy Hill1                             | Dan Stillman Ben Leslie        |
| Ford                                            | Go FAS Racing             | 32                | Kyle Fowler1                            | Dan Stillman Ben Leslie        |
| Ford                                            | Richard Petty Motorsports | 9                 | Marcos Ambrose                          | Drew Blickensderfer            |
| Ford                                            | Richard Petty Motorsports | 43                | Aric Almirola                           | Trent Owens                    |
| Ford                                            | Roush Fenway Racing       | 16                | Greg Biffle                             | Matt Puccia                    |
| Ford                                            | Roush Fenway Racing       | 17                | Ricky Stenhouse, Jr.                    | Mike Kelley                    |
| Ford                                            | Roush Fenway Racing       | 99                | Carl Edwards                            | Jimmy Fennig                   |
| Ford                                            | Team Penske               | 2                 | Brad Keselowski                         | Paul Wolfe35 Greg Erwin1       |
| Ford                                            | Team Penske               | 22                | Joey Logano                             | Todd Gordon                    |
| Toyota                                          |                           |                   |                                         |                                |
| Joe Gibbs Racing                                | 11                        | Denny Hamlin      | Darian Grubb                            |                                |
| Joe Gibbs Racing                                | 11                        | Sam Hornish, Jr.1 | Darian Grubb                            |                                |
| Joe Gibbs Racing                                | 18                        | Kyle Busch        | Dave Rogers                             |                                |
| Joe Gibbs Racing                                | 20                        | Matt Kenseth      | Jason Ratcliff                          |                                |
| Michael Waltrip Racing                          | 15                        | Clint Bowyer      | Brian Pattie                            |                                |
| Michael Waltrip Racing                          | 55                        | Brian Vickers     | Billy Scott                             |                                |
| Michael Waltrip Racing Identity Ventures Racing | 66                        | Michael Waltrip4  | Chad Walter                             |                                |
| Michael Waltrip Racing Identity Ventures Racing | 66                        | Jeff Burton2      | Chad Walter                             |                                |
| Michael Waltrip Racing Identity Ventures Racing | 66                        | Joe Nemechek15    | Scott Eggleston                         |                                |
| Michael Waltrip Racing Identity Ventures Racing | 66                        | Brett Moffitt8    | Scott Eggleston                         |                                |
| Michael Waltrip Racing Identity Ventures Racing | 66                        | Timmy Hill1       | Scott Eggleston                         |                                |
| Michael Waltrip Racing Identity Ventures Racing | 66                        | Tomy Drissi1      | Scott Eggleston                         |                                |
| Michael Waltrip Racing Identity Ventures Racing | 66                        | Mike Wallace 5    | Scott Eggleston                         |                                |
| BK Racing                                       | 23                        | Alex Bowman (R)   | Dave Winston                            |                                |
| BK Racing                                       | 26                        | Cole Whitt (R)    | Randy Cox                               |                                |
| BK Racing                                       | 83                        | Ryan Truex (R) 26 | Dale Ferguson Doug Richert Joe Williams |                                |
| BK Racing                                       | 83                        | J. J. Yeley 7     | Dale Ferguson Doug Richert Joe Williams |                                |
| BK Racing                                       | 83                        | Travis Kvapil 2   | Dale Ferguson Doug Richert Joe Williams |                                |

### Calendario limitado
| Marca     | Equipo                   | N.º | Piloto               | Jefe de equipo                  | Fecha(s) |
| --------- | ------------------------ | --- | -------------------- | ------------------------------- | -------- |
| Chevrolet | Beard Motorsports        | 75  | Clay Rogers          | Darren Shaw                     | 2        |
| Chevrolet | HScott Motorsports       | 52  | Bobby Labonte        | Jimmy Elledge                   | 1        |
| Chevrolet | Tommy Baldwin Racing     | 37  | Bobby Labonte        | Tommy Baldwin, Jr.              | 1        |
| Chevrolet | Tommy Baldwin Racing     | 37  | Dave Blaney          | Zach McGowan                    | 3        |
| Chevrolet | Tommy Baldwin Racing     | 37  | Mike Bliss           | Zach McGowan                    | 6        |
| Chevrolet | Team XTREME Racing       | 441 | J. J. Yeley          | Walter Giles Joe Lax Steve Lane | 10       |
| Chevrolet | Team XTREME Racing       | 441 | Timmy Hill           | Walter Giles Joe Lax Steve Lane | 2        |
| Ford      | Front Row Motorsports    | 35  | Eric McClure         | Todd Anderson Derrick Finley    | 2        |
| Ford      | Front Row Motorsports    | 35  | Blake Koch           | Todd Anderson Derrick Finley    | 2        |
| Ford      | Front Row Motorsports    | 35  | David Reutimann      | Todd Anderson Derrick Finley    | 6        |
| Ford      | Leavine Family Racing    | 95  | Michael McDowell     | Wally Rogers                    | 22       |
| Ford      | Randy Humphrey Racing    | 77  | Dave Blaney          | Peter Sospenzo                  | 12       |
| Ford      | Randy Humphrey Racing    | 77  | Nelson Piquet, Jr.   | Steve Lane                      | 1        |
| Ford      | Randy Humphrey Racing    | 77  | Joe Nemechek         | Steve Lane                      | 1        |
| Ford      | Randy Humphrey Racing    | 77  | Corey LaJoie         | Steve Lane                      | 2        |
| Ford      | Roush Fenway Racing      | 6   | Trevor Bayne         | Bob Osborne                     | 1        |
| Ford      | Team Penske              | 12  | Ryan Blaney          | Greg Erwin                      | 2        |
| Ford      | Team Penske              | 12  | Juan Pablo Montoya   | Greg Erwin                      | 2        |
| Ford      | Wood Brothers Racing     | 21  | Trevor Bayne         | Donnie Wingo                    | 14       |
| Toyota    | BK Racing                | 93  | Morgan Shepherd      | Rick Ren                        | 1        |
| Toyota    | BK Racing                | 93  | Mike Bliss           | Doug Richert                    | 2        |
| Toyota    | BK Racing                | 93  | Johnny Sauter        | Doug Richert                    | 1        |
| Toyota    | BK Racing                | 93  | J. J. Yeley          | Doug Richert                    | 1        |
| Toyota    | BK Racing                | 93  | Clay Rogers          | Doug Richert                    | 2        |
| Toyota    | Jay Robinson Racing      | 49  | Mike Wallace         | Scott Eggleston                 | 1        |
| Toyota    | Identity Ventures Racing | 87  | Morgan Shepherd      | Scott Eggleston                 | 1        |
| Toyota    | Identity Ventures Racing | 87  | Timmy Hill           | Scott Eggleston                 | 1        |
| Toyota    | Identity Ventures Racing | 87  | Joe Nemechek         | Scott Eggleston                 | 3        |
| Toyota    | RAB Racing               | 29  | Joe Nemechek         | Chris Rice                      | 2        |
| Toyota    | RAB Racing               | 29  | Matt Crafton         | Chris Rice                      | 1        |
| Toyota    | Swan Racing              | 30  | Parker Kligerman (R) | Steve Lane                      | 8        |

### Cambios de pilotos

#### Pretemporada
- A. J. Allmendinger sustituye a Bobby Labonte en el coche número 47 del equipo de JTG Daugherty Racing.
- Brian Vickers se convirtió en piloto regular del coche número 55 de Michael Waltrip Racing.
- Juan Pablo Montoya dejá Earnhardt Ganassi Racing y la NASCAR para pasar a la IndyCar Series con el equipo Penske. Kyle Larson lo reemplazará en el coche número 42, compitiendo por el título de Novato del Año de la categoría.
- Kevin Harvick termina su relación de 12 años con Richard Childress Racing, para pasar a Stewart-Haas Racing. En su lugar, Austin Dillon lo reemplazará, corriendo con el coche número 3.
- Kurt Busch, después de pasar más de un año en Furniture Row Racing, se fue del equipo para integrarse en la operación de cuatro coches de Stewart-Haas Racing.
- Martin Truex Jr., después de que su patrocinador NAPA Auto Parts decidió poner fin a su acuerdo de 3 años por del incidente de las manipulaciones en los resultados de la carrera en Richmond en septiembre de 2013, terminó su contrato de 4 años con Michael Waltrip Racing y se incorpora a Furniture Row Racing para sustituir a Kurt Busch. Jeff Burton sustituye a Truex en el coche número 66 que pasa a un calendario parcial de carreras.
- Michael McDowell dejó Phil Parsons Racing para conducir por Leavine Family Racing.
- Ryan Newman, después de su alejamiento de Stewart-Haas Racing, reemplazará al veterano Jeff Burton en el coche número 31 en RCR.
- Michael Annett debutará en la Copa NASCAR con Tommy Baldwin Racing y competirá por el premio Novato del Año.
- Parker Kligerman y Cole Whitt, que compartieron el número 30 de Swan Racing la temporada pasada, se han convertido en pilotos regulares del equipo, como parte de la expansión de Swan a dos coches
- Josh Wise deja Front Row Motorsports después de dos temporadas y se une a Phil Parsons Racing.

## Cambios de reglamento

### Formato de clasificación
Para esta temporada se cambió el formato de clasificación.
En las pistas de 1,25 millas (más de 2 kilómetros) de longitud o mayores, la clasificación consistirá en tres rondas:
- La primera ronda eliminatoria de clasificación será de 25 minutos de duración e incluye la participación todos los pilotos. Los 24 pilotos más rápidos por vuelta, pasarán a la siguiente ronda. Los pilotos restantes se ordenan en función de sus tiempos realizados en la primera ronda,
- La segunda ronda eliminatoria de clasificación será de 10 minutos de duración y los 12 pilotos más rápidos pasarán a la tercera y última ronda. Los pilotos restantes se establecerán en función de sus tiempos realizados en la segunda ronda.
- La tercera y última ronda de clasificación será de cinco minutos de duración y en ella se determinará las 12 primeras posiciones de la parrilla de salida.
- Habrá un descanso de cinco minutos entre cada ronda de clasificación.

En tanto que en las pistas que miden menos de 1,25 millas, la clasificación consistirá en dos rondas:
- La primera ronda eliminatoria tendrá una duración de 30 minutos en la que todos los pilotos participarán. Los 12 pilotos más rápidos pasarán a la segunda y última ronda.
- El orden de los pilotos restantes se determinará según los tiempos obtenidos en la primera ronda.
- La segunda y última ronda de clasificación será de 10 minutos de duración, para determinar las 12 primeras posiciones de la parrilla.
- Habrá un descanso de 10 minutos entre las dos rondas de clasificación.

Este nuevo formato de clasificación no se aplica a las 500 Millas de Daytona, que conservará su formato histórico y único de clasificación, ni tampoco para las carreras no puntuables.
NASCAR ha anunciado para la carrera otoñal de Talladega que va a haber cambios en la clasificación.
- Se realizarán tres rondas divididas en dos grupos en la ronda 1. Cada grupo tendrán una duración de cinco minutos. Los 24 pilotos que logren los mejores tiempos de vuelta en la primera ronda, pasan a la segunda.
- La segunda ronda será de cinco minutos y los 12 pilotos con los mejores tiempos por vuelta, avanzarán a la tercera ronda.
- En la tercera ronda, los 12 autos competirán por la pole con 5 minutos de duración.

### La Caza por la Copa (The Chase)
Los cambios en la clasificación y en el formato de la Caza por la Copa son las siguientes:
- Se aumenta el número de participantes en la Caza de 12 a 16 pilotos, lo que ahora se conocerá, a las primeras 26 carreras de la temporada, como el NASCAR Chase Grid. Los 15 pilotos con el mayor número de victorias en las primeras 26 carreras de la temporada tendrán un lugar en el Chase Grid, siempre y cuando queden ubicados en los primeros 30 puestos del campeonato de pilotos y hayan intentado clasificar para cada carrera (salvo en raras excepciones).  Mientras tanto, el decimosexto piloto de la Caza será el líder de la tabla general después de la carrera número 26. El único piloto que se puede clasificar para la Caza sin ganar una carrera será el líder en puntos tras las primeras 26 carreras del calendario. En caso de que haya menos de 16 pilotos con por lo menos una victoria en las primeras 26 carreras de la temporada, los lugares del Chase Grid lo ocuparan los pilotos con mayor puntuación. Si hay más de dieciséis ganadores distintos con por lo menos una victoria en las 26 primeras carreras, se desempatará por la cantidad de puntos en el campeonato para pasar a la Caza.

- Las primeras tres carreras de la Caza (carreras de la 27 hasta la 29 de la temporada) se conocerá como el 'Challenger Round', y los 16 pilotos clasificados tendrán un total de 2000 puntos cada uno, más tres puntos de bonificación para el piloto por cada victoria conseguida. Si un piloto del 'Chase Grid' gana una carrera del 'Challenger Round', automáticamente avanzará y sus puntos serán ajustados a 3,000. Solo los 12 pilotos con mayor cantidad de puntos tras la Challenger Round seguirán en la Caza y verán sus puntos ajustados a 3,000.

- La siguiente ronda es el Contender Round donde tendrá lugar las carreras número 30 hasta la 32. Al igual que en la ronda anterior, si un piloto en el Top 12 de la clasificación obtiene una victoria en el Contender Round, automáticamente avanzará a la siguiente ronda y sus puntos serán reajustados a 4000. Solo los ocho pilotos con mejor puntuación tras la Contender Round permanecerán en la Caza y pasarán a la siguiente ronda con la puntuación ajustada a 4000.

- El Eliminator Round comprenderá las carreras número 33, 34 y 35. Si un piloto en el Top 8 de la clasificación por puntos gana una carrera en el Eliminator Round, automáticamente avanzará a la siguiente ronda y sus puntos serán ajustados a 5000. Los cuatro pilotos con la mayor cantidad de puntos tras la Eliminator Round seguirán compitiendo por el título y sus puntos serán reajustados a 5000.

- Por otro lado, según vayan siendo eliminados los pilotos en cada ronda, sus puntos serán adaptados al formato regular del campeonato, igual que los del resto de los pilotos que no están en competencia por el título. De forma que todos los pilotos que no luchen directamente por el título sigan peleando por el mejor lugar posible en la clasificación general, hasta el quinto puesto general.

- Los cuatro pilotos participarán en el NASCAR Sprint Cup Championship, que será la última carrera del calendario y el piloto que mejor termine en la carrera, se consagrará como el nuevo campeón de la Copa NASCAR.

- Todas las reglas mencionadas anteriormente, se aplicarán también al campeonato de propietarios de equipos.

## Calendario
El calendario fue anunciado el 15 de octubre de 2013, conteniendo 36 carreras, y dos carreras de exhibición. También se incluyen dos duelos Budweiser, que son carreras clasificatorias para la 500 Millas de Daytona.
|                  | Sprint Unlimited                      | Daytona International Speedway, Daytona Beach | 15 de febrero    |
|                  | Duelos Budweiser                      | Daytona International Speedway, Daytona Beach | 20 de febrero    |
| 1                | Daytona 500                           | Daytona International Speedway, Daytona Beach | 23 de febrero    |
| 2                | The Profit on CNBC 500                | Phoenix International Raceway, Avondale       | 2 de marzo       |
| 3                | Kobalt 400                            | Las Vegas Motor Speedway, Las Vegas           | 9 de marzo       |
| 4                | Food City 500                         | Bristol Motor Speedway, Bristol               | 16 de marzo      |
| 5                | Auto Club 400                         | Auto Club Speedway, Fontana                   | 23 de marzo      |
| 6                | STP 500                               | Martinsville Speedway, Ridgeway               | 30 de marzo      |
| 7                | Duck Commander 500                    | Texas Motor Speedway, Fort Worth              | 6 de abril       |
| 8                | Bojangles' Southern 500               | Darlington Raceway, Darlington                | 12 de abril      |
| 9                | Toyota Owners 400                     | Richmond International Raceway, Richmond      | 26 de abril      |
| 10               | Aaron's 499                           | Talladega Superspeedway, Talladega            | 4 de mayo        |
| 11               | 5-hour Energy 400                     | Kansas Speedway, Kansas City                  | 10 de mayo       |
|                  | Carrera de las Estrellas de la NASCAR | Charlotte Motor Speedway, Concord             | 17 de mayo       |
| 12               | Coca-Cola 600                         | Charlotte Motor Speedway, Concord             | 25 de mayo       |
| 13               | FedEx 400                             | Dover International Speedway, Dover           | 1 de junio       |
| 14               | Pocono 400                            | Pocono Raceway, Long Pond                     | 8 de junio       |
| 15               | Quicken Loans 400                     | Michigan International Speedway, Brooklyn     | 15 de junio      |
| 16               | Toyota/Save Mart 350                  | Sonoma Raceway, Sonoma                        | 22 de junio      |
| 17               | Quaker State 400                      | Kentucky Speedway, Sparta                     | 28 de junio      |
| 18               | Coke Zero 400                         | Daytona International Speedway, Daytona Beach | 5 de julio       |
| 19               | Camping World RV Sales 301            | New Hampshire Motor Speedway, Loudon          | 13 de julio      |
| 20               | Crown Royal 400                       | Indianapolis Motor Speedway, Speedway         | 27 de julio      |
| 21               | Gobowling.com 400                     | Pocono Raceway, Long Pond                     | 3 de agosto      |
| 22               | Cheez-It 355 at The Glen              | Watkins Glen International, Watkins Glen      | 10 de agosto     |
| 23               | Pure Michigan 400                     | Michigan International Speedway, Brooklyn     | 17 de agosto     |
| 24               | Irwin Tools Night Race                | Bristol Motor Speedway, Bristol               | 23 de agosto     |
| 25               | AdvoCare 500                          | Atlanta Motor Speedway, Hampton               | 31 de agosto     |
| 26               | Federated Auto Parts 400              | Richmond International Raceway, Richmond      | 6 de septiembre  |
| Caza por la Copa |                                       |                                               |                  |
| 27               | MyAFibStory.com 400                   | Chicagoland Speedway, Joliet                  | 14 de septiembre |
| 28               | Sylvania 300                          | New Hampshire Motor Speedway, Loudon          | 21 de septiembre |
| 29               | AAA 400                               | Dover International Speedway, Dover           | 28 de septiembre |
| 30               | Hollywood Casino 400                  | Kansas Speedway, Kansas City                  | 5 de octubre     |
| 31               | Bank of America 500                   | Charlotte Motor Speedway, Concord             | 11 de octubre    |
| 32               | GEICO 500                             | Talladega Superspeedway, Talladega            | 19 de octubre    |
| 33               | Goody's Headache Relief Shot 500      | Martinsville Speedway, Ridgeway               | 26 de octubre    |
| 34               | AAA Texas 500                         | Texas Motor Speedway, Fort Worth              | 2 de noviembre   |
| 35               | Quicken Loans Race for Heroes 500     | Phoenix International Raceway, Avondale       | 9 de noviembre   |
| 36               | Ford EcoBoost 400                     | Homestead-Miami Speedway, Homestead           | 16 de noviembre  |

## Resultados

### Carreras
| N.º              | Carrera                               | Pole position    | Piloto con más vueltas lideradas | Piloto ganador     | Marca ganadora |
| ---------------- | ------------------------------------- | ---------------- | -------------------------------- | ------------------ | -------------- |
|                  | Sprint Unlimited at Daytona           | Denny Hamlin     | Denny Hamlin                     | Denny Hamlin       | Toyota         |
|                  | Budweiser Duel 1                      | Austin Dillon    | Matt Kenseth                     | Matt Kenseth       | Toyota         |
|                  | Budweiser Duel 2                      | Martin Truex Jr. | Brad Keselowski                  | Denny Hamlin       | Toyota         |
| 1                | Daytona 500                           | Austin Dillon    | Dale Earnhardt Jr.               | Dale Earnhardt Jr. | Chevrolet      |
| 2                | The Profit on CNBC 500                | Brad Keselowski  | Kevin Harvick                    | Kevin Harvick      | Chevrolet      |
| 3                | Kobalt 400                            | Joey Logano      | Brad Keselowski                  | Brad Keselowski    | Ford           |
| 4                | Food City 500                         | Denny Hamlin     | Matt Kenseth                     | Carl Edwards       | Ford           |
| 5                | Auto Club 400                         | Matt Kenseth     | Jimmie Johnson                   | Kyle Busch         | Toyota         |
| 6                | STP 500                               | Kyle Busch       | Jimmie Johnson                   | Kurt Busch         | Chevrolet      |
| 7                | Duck Commander 500                    | Tony Stewart     | Joey Logano                      | Joey Logano        | Ford           |
| 8                | Bojangles' Southern 500               | Kevin Harvick    | Kevin Harvick                    | Kevin Harvick      | Chevrolet      |
| 9                | Toyota Owners 400                     | Kyle Larson      | Jeff Gordon                      | Joey Logano        | Ford           |
| 10               | Aaron's 499                           | Brian Scott      | Greg Biffle                      | Denny Hamlin       | Toyota         |
| 11               | 5-hour Energy 400                     | Kevin Harvick    | Kevin Harvick                    | Jeff Gordon        | Chevrolet      |
|                  | Carrera de las Estrellas de la NASCAR | Carl Edwards     | Jamie McMurray                   | Jamie McMurray     | Chevrolet      |
| 12               | Coca-Cola 600                         | Jimmie Johnson   | Jimmie Johnson                   | Jimmie Johnson     | Chevrolet      |
| 13               | FedEx 400                             | Brad Keselowski  | Jimmie Johnson                   | Jimmie Johnson     | Chevrolet      |
| 14               | Pocono 400                            | Denny Hamlin     | Brad Keselowski                  | Dale Earnhardt Jr. | Chevrolet      |
| 15               | Quicken Loans 400                     | Kevin Harvick    | Kevin Harvick                    | Jimmie Johnson     | Chevrolet      |
| 16               | Toyota/Save Mart 350                  | Jamie McMurray   | A. J. Allmendinger               | Carl Edwards       | Ford           |
| 17               | Quaker State 400                      | Brad Keselowski  | Brad Keselowski                  | Brad Keselowski    | Ford           |
| 18               | Coke Zero 400                         | David Gilliland  | Kurt Busch                       | Aric Almirola      | Ford           |
| 19               | Camping World RV Sales 301            | Kyle Busch       | Brad Keselowski                  | Brad Keselowski    | Ford           |
| 20               | Crown Royal 400                       | Kevin Harvick    | Kasey Kahne                      | Jeff Gordon        | Chevrolet      |
| 21               | Gobowling.com 400                     | Kyle Larson      | Jeff Gordon                      | Dale Earnhardt Jr. | Chevrolet      |
| 22               | Cheez-It 355 at The Glen              | Jeff Gordon      | A. J. Allmendinger               | A. J. Allmendinger | Chevrolet      |
| 23               | Pure Michigan 400                     | Jeff Gordon      | Joey Logano                      | Jeff Gordon        | Chevrolet      |
| 24               | Irwin Tools Night Race                | Kevin Harvick    | Jamie McMurray                   | Joey Logano        | Ford           |
| 25               | Oral-B USA 500                        | Kevin Harvick    | Kevin Harvick                    | Kasey Kahne        | Chevrolet      |
| 26               | Federated Auto Parts 400              | Brad Keselowski  | Brad Keselowski                  | Brad Keselowski    | Ford           |
| Caza por la Copa |                                       |                  |                                  |                    |                |
| 27               | MyAFibStory.com 400                   | Kyle Busch       | Kevin Harvick                    | Brad Keselowski    | Ford           |
| 28               | Sylvania 300                          | Brad Keselowski  | Kevin Harvick                    | Joey Logano        | Ford           |
| 29               | AAA 400                               | Kevin Harvick    | Kevin Harvick                    | Jeff Gordon        | Chevrolet      |
| 30               | Hollywood Casino 400                  | Kevin Harvick    | Joey Logano                      | Joey Logano        | Ford           |
| 31               | Bank of America 500                   | Kyle Busch       | Kevin Harvick                    | Kevin Harvick      | Chevrolet      |
| 32               | GEICO 500                             | Brian Vickers    | Jimmie Johnson                   | Brad Keselowski    | Ford           |
| 33               | Goody's Headache Relief Shot 500      | Jamie McMurray   | Jeff Gordon                      | Dale Earnhardt Jr. | Chevrolet      |
| 34               | AAA Texas 500                         | Matt Kenseth     | Jimmie Johnson                   | Jimmie Johnson     | Chevrolet      |
| 35               | Quicken Loans Race for Heroes 500     | Denny Hamlin     | Kevin Harvick                    | Kevin Harvick      | Chevrolet      |
| 36               | Ford EcoBoost 400                     | Jeff Gordon      | Jeff Gordon                      | Kevin Harvick      | Chevrolet      |

### Campeonato de Pilotos
| Pos.                                                                       | Piloto               | DAY | PHO | LSV | BRI | CAL | MAR | TEX | DAR | RIC | TAL | KAN | CHA | DOV | POC | MIC | SON | KTY | DY2 | NHA | IND | PO2 | GLN | MI2 | BR2 | ATL | RI2 |     | CHI | NH2 | DV2 | KN2 | CH2 | TL2 | MA2 | TX2 | PH2 | HOM  | Pts |
| -------------------------------------------------------------------------- | -------------------- | --- | --- | --- | --- | --- | --- | --- | --- | --- | --- | --- | --- | --- | --- | --- | --- | --- | --- | --- | --- | --- | --- | --- | --- | --- | --- | --- | --- | --- | --- | --- | --- | --- | --- | --- | --- | ---- | --- |
| 1                                                                          | Kevin Harvick        | 13  | 1*  | 41  | 39  | 36  | 7   | 42  | 1*  | 11  | 7   | 2*  | 2   | 17  | 14  | 2*  | 20  | 7   | 39  | 30  | 8   | 2   | 7   | 2   | 11  | 19* | 5   | 5*  | 3*  | 13* | 12  | 1*  | 9   | 33  | 2   | 1*  | 1   | 5043 |     |
| 2                                                                          | Ryan Newman          | 22  | 7   | 7   | 16  | 20  | 20  | 16  | 10  | 8   | 18  | 11  | 15  | 31  | 7   | 15  | 11  | 3   | 24  | 5   | 11  | 8   | 41  | 11  | 13  | 7   | 9   | 15  | 18  | 8   | 6   | 7   | 5   | 3   | 15  | 11  | 2   | 5042 |     |
| 3                                                                          | Denny Hamlin         | 2   | 19  | 12  | 6   | INQ | 19  | 13  | 19  | 22  | 1   | 18  | 22  | 5   | 4   | 29  | 26  | 42  | 6   | 8   | 3   | 9   | 24  | 7   | 40  | 3   | 21  | 6   | 37  | 12  | 7   | 9   | 18  | 8   | 10  | 5   | 7   | 5037 |     |
| 4                                                                          | Joey Logano          | 11  | 4   | 4   | 20  | 39  | 4   | 1*  | 35  | 1   | 32  | 4   | 12  | 8   | 40  | 9   | 16  | 9   | 17  | 40  | 5   | 3   | 6   | 3*  | 1   | 14  | 6   | 4   | 1   | 4   | 1*  | 4   | 11  | 5   | 12  | 6   | 16  | 5028 |     |
| Corte de la Caza por la Copa                                               |                      |     |     |     |     |     |     |     |     |     |     |     |     |     |     |     |     |     |     |     |     |     |     |     |     |     |     |     |     |     |     |     |     |     |     |     |     |      |     |
| Pos.                                                                       | Piloto               | DAY | PHO | LVS | BRI | CAL | MAR | TEX | DAR | RCH | TAL | KAN | CLT | DOV | POC | MCH | SON | KEN | DAY | NHA | IND | POC | GLN | MCH | BRI | ATL | RCH |     | CHI | NHA | DOV | KAN | CLT | TAL | MAR | TEX | PHO | HOM  | Pts |
| 5                                                                          | Brad Keselowski      | 3   | 3   | 1*  | 14  | 26  | 38  | 15  | 17  | 4   | 38  | 13  | 10  | 2   | 2*  | 3   | 22  | 1*  | 18  | 1*  | 12  | 23  | 35  | 8   | 2   | 39  | 1*  | 1   | 7   | 2   | 36  | 16  | 1   | 31  | 3   | 4   | 3   | 2361 |     |
| 6                                                                          | Jeff Gordon          | 4   | 5   | 9   | 7   | 13  | 12  | 2   | 7   | 2*  | 39  | 1   | 7   | 15  | 8   | 6   | 2   | 6   | 12  | 26  | 1   | 6*  | 34* | 1   | 16  | 17  | 2   | 2   | 26  | 1   | 14  | 2   | 26  | 2*  | 29  | 2   | 10* | 2348 |     |
| 7                                                                          | Matt Kenseth         | 6   | 12  | 10  | 13* | 4   | 6   | 7   | 4   | 5   | 37  | 10  | 3   | 3   | 25  | 14  | 42  | 4   | 20  | 4   | 4   | 38  | 9   | 38  | 3   | 2   | 41  | 10  | 21  | 5   | 13  | 19  | 2   | 6   | 25  | 3   | 6   | 2334 |     |
| 8                                                                          | Dale Earnhardt, Jr.  | 1*  | 2   | 2   | 24  | 12  | 3   | 43  | 2   | 7   | 26  | 5   | 19  | 9   | 1   | 7   | 3   | 5   | 14  | 10  | 9   | 1   | 11  | 5   | 39  | 11  | 12  | 11  | 9   | 17  | 39  | 20  | 31  | 1   | 6   | 8   | 14  | 2301 |     |
| 9                                                                          | Carl Edwards         | 17  | 8   | 5   | 1   | 10  | 13  | 14  | 13  | 9   | 30  | 6   | 4   | 14  | 41  | 23  | 1   | 17  | 37  | 13  | 15  | 29  | 5   | 23  | 7   | 5   | 22  | 20  | 17  | 11  | 5   | 8   | 21  | 20  | 9   | 15  | 34  | 2288 |     |
| 10                                                                         | Kyle Busch           | 19  | 9   | 11  | 29  | 1   | 14  | 3   | 6   | 3   | 12  | 15  | 9   | 42  | 12  | 41  | 25  | 2   | 28  | 2   | 2   | 42  | 40  | 39  | 36  | 16  | 14  | 7   | 8   | 10  | 3   | 5   | 40  | 11  | 4   | 34  | 39  | 2285 |     |
| 11                                                                         | Jimmie Johnson       | 5   | 6   | 6   | 19  | 24* | 2*  | 25  | 3   | 32  | 23  | 9   | 1*  | 1*  | 6   | 1   | 7   | 10  | 42  | 42  | 14  | 39  | 28  | 9   | 4   | 4   | 8   | 12  | 5   | 3   | 40  | 17  | 24* | 32  | 1*  | 39  | 9   | 2274 |     |
| 12                                                                         | Kurt Busch           | 21  | 39  | 26  | 35  | 3   | 1   | 39  | 31  | 23  | 33  | 29  | 40  | 18  | 3   | 13  | 12  | 12  | 3*  | 17  | 28  | 13  | 3   | 31  | 5   | 13  | 7   | 8   | 36  | 18  | 42  | 11  | 7   | 36  | 8   | 7   | 11  | 2263 |     |
| 13                                                                         | A. J. Allmendinger   | 26  | 26  | 18  | 25  | 8   | 11  | 23  | 15  | 6   | 5   | 30  | 23  | 21  | 21  | 22  | 37* | 22  | 43  | 18  | 18  | 34  | 1*  | 13  | 14  | 40  | 23  | 22  | 13  | 23  | 11  | 12  | 23  | 9   | 14  | 16  | 40  | 2260 |     |
| 14                                                                         | Greg Biffle          | 8   | 17  | 22  | 12  | 40  | 18  | 6   | 5   | 15  | 2*  | 16  | 21  | 38  | 16  | 20  | 9   | 14  | 29  | 15  | 13  | 5   | 8   | 10  | 10  | 10  | 19  | 23  | 16  | 21  | 15  | 18  | 25  | 13  | 13  | 9   | 41  | 2247 |     |
| 15                                                                         | Kasey Kahne          | 31  | 11  | 8   | 8   | 41  | 22  | 11  | 37  | 14  | 8   | 3   | 14  | 19  | 42  | 5   | 6   | 8   | 27  | 11  | 6*  | 10  | 12  | 16  | 35  | 1   | 17  | 13  | 23  | 20  | 22  | 10  | 12  | 40  | 38  | 21  | 12  | 2234 |     |
| 16                                                                         | Aric Almirola        | 39  | 15  | 25  | 3   | 43  | 8   | 12  | 24  | 17  | 13  | 8   | 11  | 12  | 22  | 31  | 23  | 39  | 1   | 23  | 21  | 35  | 18  | 20  | 41  | 9   | 10  | 41  | 6   | 28  | 31  | 22  | 39  | 21  | 24  | 18  | 19  | 2195 |     |
| 17                                                                         | Kyle Larson (R)      | 38  | 20  | 19  | 10  | 2   | 27  | 5   | 8   | 16  | 9   | 12  | 18  | 11  | 5   | 8   | 28  | 40  | 36  | 3   | 7   | 11  | 4   | 43  | 12  | 8   | 11  | 3   | 2   | 6   | 2   | 6   | 17  | 30  | 7   | 13  | 13  | 1080 |     |
| 18                                                                         | Jamie McMurray       | 14  | 10  | 15  | 38  | 6   | 42  | 17  | 16  | 13  | 29  | 39  | 5   | 13  | 10  | 12  | 4   | 37  | 30  | 16  | 20  | 7   | 14  | 14  | 8*  | 12  | 4   | 9   | 4   | 22  | 25  | 3   | 35  | 16  | 5   | 14  | 5   | 1014 |     |
| 19                                                                         | Clint Bowyer         | 42  | 13  | 23  | 15  | 16  | 9   | 8   | 12  | 43  | 3   | 23  | 17  | 4   | 11  | 10  | 10  | 23  | 9   | 6   | 16  | 4   | 27  | 6   | 17  | 38  | 3   | 39  | 14  | 9   | 18  | 43  | 3   | 7   | 28  | 40  | 8   | 979  |     |
| 20                                                                         | Austin Dillon (R)    | 9   | 24  | 16  | 11  | 11  | 15  | 21  | 11  | 27  | 15  | 19  | 16  | 20  | 17  | 30  | 17  | 16  | 5   | 14  | 10  | 15  | 16  | 22  | 28  | 24  | 20  | 16  | 11  | 24  | 8   | 13  | 13  | 12  | 21  | 38  | 25  | 958  |     |
| 21                                                                         | Paul Menard          | 32  | 23  | 3   | 21  | 9   | 10  | 9   | 41  | 24  | 6   | 17  | 8   | 10  | 26  | 4   | 5   | 15  | 16  | 19  | 34  | 33  | 32  | 4   | 9   | 18  | 18  | 21  | 15  | 16  | 9   | 42  | 36  | 14  | 17  | 23  | 4   | 944  |     |
| 22                                                                         | Brian Vickers        | 30  | 25  | 13  | 9   | 7   | 16  | 4   | 26  | 12  | 4   | 14  | 6   | 43  | 19  | 42  | 14  | 26  | 2   | 21  | 19  | 37  | 10  | 19  | 21  | 15  | 13  | 24  | 10  | 15  | 10  | 37  | 20  | 27  | 16  | 19  | 23  | 921  |     |
| 23                                                                         | Marcos Ambrose       | 18  | 21  | 24  | 5   | 30  | 5   | 20  | 14  | 18  | 19  | 24  | 29  | 16  | 24  | 25  | 8   | 13  | 10  | 27  | 22  | 14  | 2   | 12  | 34  | 42  | 27  | 25  | 24  | 26  | 20  | 25  | 8   | 23  | 27  | 10  | 27  | 870  |     |
| 24                                                                         | Martin Truex, Jr.    | 43  | 22  | 14  | 36  | 23  | 21  | 18  | 27  | 10  | 17  | 21  | 25  | 6   | 9   | 37  | 15  | 19  | 15  | 12  | 25  | 32  | 13  | 36  | 20  | 23  | 25  | 14  | 12  | 7   | 4   | 14  | 27  | 38  | 19  | 12  | 17  | 857  |     |
| 25                                                                         | Tony Stewart         | 35  | 16  | 33  | 4   | 5   | 17  | 10  | 9   | 25  | 43  | 20  | 13  | 7   | 13  | 11  | 19  | 11  | 40  | 7   | 17  | 36  | INQ |     |     | 41  | 15  | 18  | 30  | 14  | 17  | 21  | 34  | 4   | 11  | 20  | 43  | 799  |     |
| 26                                                                         | Casey Mears          | 10  | 14  | 28  | 27  | 15  | 24  | 28  | 18  | 19  | 14  | 26  | 24  | 25  | 23  | 24  | 13  | 20  | 4   | 38  | 33  | 12  | 15  | 17  | 26  | 22  | 31  | 26  | 22  | 27  | 28  | 31  | 10  | 37  | 18  | 35  | 20  | 782  |     |
| 27                                                                         | Ricky Stenhouse, Jr. | 7   | 18  | 27  | 2   | 34  | 40  | 26  | 20  | 38  | 10  | 22  | 26  | 41  | 15  | 27  | 31  | 25  | 41  | 9   | 24  | 18  | 20  | 15  | 6   | 20  | 26  | 17  | 39  | 19  | 19  | 24  | DNQ | 15  | 23  | 17  | 22  | 757  |     |
| 28                                                                         | Danica Patrick       | 40  | 36  | 21  | 18  | 14  | 32  | 27  | 22  | 34  | 22  | 7   | 39  | 23  | 37  | 17  | 18  | 21  | 8   | 22  | 42  | 30  | 21  | 18  | 27  | 6   | 16  | 19  | 19  | 25  | 16  | 26  | 19  | 34  | 36  | 22  | 18  | 735  |     |
| 29                                                                         | Justin Allgaier (R)  | 27  | 30  | 31  | 17  | 28  | 23  | 24  | 23  | 21  | 27  | 36  | 37  | 26  | 27  | 16  | 33  | 24  | 25  | 37  | 27  | 16  | 17  | 42  | 19  | 26  | 28  | 27  | 20  | 29  | 41  | 15  | DNQ | 17  | 20  | 37  | 15  | 636  |     |
| 30                                                                         | David Gilliland      | 36  | 29  | 30  | 22  | 38  | 26  | 22  | 28  | 20  | 40  | 37  | 43  | 29  | 28  | 26  | 21  | 30  | 35  | 24  | 36  | 17  | 22  | 21  | 25  | 28  | 29  | 34  | 27  | 33  | 30  | 32  | 29  | 22  | 34  | 24  | 31  | 554  |     |
| 31                                                                         | Cole Whitt (R)       | 28  | 27  | 36  | 40  | 18  | 29  | 31  | 38  | 41  | 21  | 28  | 27  | 27  | 30  | 28  | 27  | 28  | 34  | 28  | 32  | 21  | 43  | 25  | 30  | 30  | 30  | 30  | 38  | 30  | 23  | 28  | 15  | 18  | 26  | 42  | 26  | 532  |     |
| 32                                                                         | David Ragan          | 34  | 28  | 32  | 31  | 27  | 28  | 35  | 32  | 30  | 35  | 38  | 31  | 36  | 18  | 38  | 36  | 31  | 22  | 25  | 35  | 19  | 19  | 24  | 23  | 27  | 33  | 31  | 42  | 31  | 27  | 34  | 30  | 10  | 32  | 25  | 30  | 531  |     |
| 33                                                                         | Michael Annett (R)   | 37  | 34  | 29  | 26  | 19  | 31  | 29  | 42  | 33  | 16  | 25  | 28  | 35  | 20  | 21  | 30  | 18  | 21  | 32  | 31  | 22  | 31  | 40  | 38  | 21  | 37  | 40  | 29  | 41  | 24  | 33  | 37  | 24  | 22  | 26  | 35  | 531  |     |
| 34                                                                         | Reed Sorenson        | 16  | 31  | 34  | 28  | 21  | 34  | 33  | 39  | 42  | 34  | 32  | 42  | 24  | 34  | 32  | 32  | 27  | 33  | 33  | 38  | 27  | 23  | 27  | 24  | 29  | 24  | 29  | 31  | 32  | 26  | 27  | 14  | 35  | 33  | 28  | 24  | 516  |     |
| 35                                                                         | Alex Bowman (R)      | 23  | 41  | 37  | 32  | 22  | 36  | 32  | 29  | 28  | 28  | 35  | 33  | 40  | 31  | 40  | 29  | 36  | 13  | 31  | 40  | 31  | 36  | 26  | 32  | 35  | 38  | 35  | 28  | 34  | 32  | 30  | 43  | 29  | 42  | 32  | 33  | 412  |     |
| 36                                                                         | Josh Wise            | 24  | DNQ | 42  | 23  | 37  | 35  | 36  | 21  | 39  | 20  | 33  | 41  | 28  | 35  | 33  | 40  | 29  | 23  | 29  | 29  | 24  | 38  | 28  | 29  | 33  | 32  | 33  | 33  | 42  | 38  | 41  | 28  | 25  | 41  | 41  | 32  | 405  |     |
| 37                                                                         | Michael McDowell     | DNQ | 33  | 43  | 37  |     | 37  | 30  |     | DNQ | 36  |     | 30  |     |     |     | 24  |     | 7   |     | 26  |     | 42  |     | 18  | DNQ |     | 32  |     |     | 35  | 29  | 41  |     | 30  | 31  | 21  | 255  |     |
| 38                                                                         | Travis Kvapil        |     | 38  | 39  | 33  | 33  | 33  | 37  | 33  | 36  |     | 34  |     |     | 29  | 43  |     | 34  |     |     | 39  | 25  |     | 32  |     |     | 39  | 38  | 32  | 38  |     |     | 6   | 41  |     |     |     | 214  |     |
| 39                                                                         | Ryan Truex (R)       | DNQ | 35  | 35  | 42  | 31  | 30  | DNQ | 40  | 31  | 31  | 43  | 38  | 32  | 32  | DNQ | 41  | 33  | 32  | 36  | 41  | 20  | 39  | INQ | 37  | 36  | 42  | 42  |     |     |     |     |     |     |     |     |     | 193  |     |
| 40                                                                         | Terry Labonte        | 20  |     |     |     |     |     |     |     |     | 24  |     |     |     |     |     |     |     | 11  |     |     |     |     |     |     |     |     |     |     |     |     |     | 33  |     |     |     |     | 88   |     |
| 41                                                                         | Jeff Burton          |     |     | 17  |     |     |     |     |     |     |     |     |     |     |     |     |     |     |     | 20  |     |     |     | 37  | 15  |     |     |     |     |     |     |     |     |     |     |     |     | 87   |     |
| 42                                                                         | Michael Waltrip      | 41  |     |     |     |     |     |     |     |     | 25  |     |     |     |     |     |     |     | 19  |     |     |     |     |     |     |     |     |     |     |     |     |     | 16  |     |     |     |     | 76   |     |
| 43                                                                         | David Stremme        |     |     |     |     |     | 39  | DNQ | 36  | 35  |     |     |     | 37  |     | 39  |     | 35  |     |     | DNQ |     |     |     | 31  |     | 36  |     | 40  | 37  |     |     |     |     |     |     |     | 75   |     |
| 44                                                                         | Timmy Hill           |     |     | 38  | 43  |     |     |     |     |     |     | 40  |     |     | 36  |     | QL  |     |     | 41  |     |     |     |     |     |     |     |     | 35  | 43  | 33  | 36  |     | 42  | 35  |     |     | 62   |     |
| 45                                                                         | Brett Moffitt        |     |     |     |     |     |     |     |     |     |     |     |     | 22  |     | 34  |     |     |     |     | DNQ |     |     |     | 42  | 34  |     |     |     |     |     | 40  |     |     | 40  |     | 36  | 60   |     |
| 46                                                                         | Bobby Labonte        | 15  |     |     |     |     |     |     |     |     |     |     |     |     |     |     |     |     | 26  |     | 37  |     |     |     |     |     |     |     |     |     |     |     |     |     |     |     |     | 54   |     |
| 47                                                                         | Parker Kligerman (R) | 29  | 42  | 40  | 34  | 42  | 41  | 40  | 30  |     |     |     |     |     |     |     |     |     |     |     |     |     |     |     |     |     |     |     |     |     |     |     |     |     |     |     |     | 54   |     |
| 48                                                                         | Juan Pablo Montoya   |     |     |     |     |     |     |     |     |     |     |     |     |     |     | 18  |     |     |     |     | 23  |     |     |     |     |     |     |     |     |     |     |     |     |     |     |     |     | 47   |     |
| 49                                                                         | Alex Kennedy         |     |     |     |     |     |     |     |     |     |     |     |     |     | 39  |     | 39  |     |     |     |     | 28  | 33  | 34  |     |     |     |     |     |     |     |     |     |     |     |     |     | 47   |     |
| 50                                                                         | Dave Blaney          | Wth | DNQ | DNQ | DNQ |     |     | 41  | 43  | DNQ | DNQ | DNQ | DNQ | 33  | 43  |     |     |     |     |     |     | 26  |     | 33  | 43  |     |     |     |     |     |     |     |     |     |     |     |     | 46   |     |
| 51                                                                         | David Reutimann      |     |     |     | DNQ | 29  | DNQ | 38  | DNQ | 29  |     |     |     |     |     |     |     |     |     |     |     |     |     |     |     |     |     |     |     |     |     |     |     |     |     |     |     | 37   |     |
| 52                                                                         | Boris Said           |     |     |     |     |     |     |     |     |     |     |     |     |     |     |     | 35  |     |     |     |     |     | 25  |     |     |     |     |     |     |     |     |     |     |     |     |     |     | 28   |     |
| 52                                                                         | Boris Said           |     |     |     |     |     |     |     |     |     |     |     |     |     |     |     | 35  |     |     |     |     |     | 25  |     |     |     |     |     |     |     |     |     |     |     |     |     |     | 28   |     |
| 53                                                                         | Nelson Piquet, Jr.   |     |     |     |     |     |     |     |     |     |     |     |     |     |     |     |     |     |     |     |     |     | 26  |     |     |     |     |     |     |     |     |     |     |     |     |     |     | 18   |     |
| 54                                                                         | Eddie MacDonald      |     |     |     |     |     |     |     |     |     |     |     |     |     |     |     |     |     |     | 35  |     |     |     |     |     |     |     |     |     |     |     |     |     |     |     |     |     | 9    |     |
| 55                                                                         | Tomy Drissi          |     |     |     |     |     |     |     |     |     |     |     |     |     |     |     | 38  |     |     |     |     |     |     |     |     |     |     |     |     |     |     |     |     |     |     |     |     | 6    |     |
| 56                                                                         | Clay Rogers          |     |     |     |     |     |     |     |     |     |     |     |     |     |     |     |     |     |     |     |     |     |     |     |     |     | DNQ |     | 43  |     |     |     |     | 43  |     | DNQ |     | 2    |     |
|                                                                            | David Mayhew         |     |     |     |     |     |     |     |     |     |     |     |     |     |     |     | QL  |     |     |     |     |     |     |     |     |     |     |     |     |     |     |     |     |     |     |     |     |      |     |
| Pilotos que no suman puntos por el campeonato de pilotos de la Copa NASCAR |                      |     |     |     |     |     |     |     |     |     |     |     |     |     |     |     |     |     |     |     |     |     |     |     |     |     |     |     |     |     |     |     |     |     |     |     |     |      |     |
| Pos.                                                                       | Piloto               | DAY | PHO | LSV | BRI | CAL | MAR | TEX | DAR | RIC | TAL | KAN | CHA | DOV | POC | MIC | SON | KTY | DY2 | NHA | IND | PO2 | GLN | MI2 | BR2 | ATL | RI2 |     | CHI | NH2 | DV2 | KN2 | CH2 | TL2 | MA2 | TX2 | PH2 | HOM  | Pts |
|                                                                            | Landon Cassill       | 12  | DNQ | DNQ | 30  | 25  | 25  | 34  | 25  | 26  | 11  | 42  | 36  | 34  | 33  | 35  | 43  | 32  | 31  | 34  | 30  | 41  | 29  | 29  | 22  | 31  | 34  | 28  | 25  | 35  | 21  | 23  | 4   | 19  | 43  | 29  | 29  |      |     |
|                                                                            | Sam Hornish, Jr.     |     |     |     |     | 17  |     |     |     |     |     |     |     |     |     |     |     |     |     |     |     |     |     |     |     |     |     |     |     |     |     |     |     |     |     |     |     |      |     |
|                                                                            | Trevor Bayne         | 33  |     | 20  |     |     |     | 19  |     |     | 41  |     | 20  |     |     | 19  |     |     | 38  |     | 43  |     |     | 41  |     |     |     |     |     |     |     | DNQ | 32  |     | 39  |     | 42  |      |     |
|                                                                            | Ryan Blaney          |     |     |     |     |     |     |     |     |     |     | 27  |     |     |     |     |     |     |     |     |     |     |     | QL  |     |     |     |     |     |     |     |     | 22  |     |     |     |     |      |     |
|                                                                            | Ty Dillon            |     |     |     |     |     |     |     |     |     |     |     |     |     |     |     |     |     |     |     |     |     |     |     |     | 25  |     |     |     |     |     |     |     |     |     | 27  |     |      |     |
|                                                                            | Brian Scott          | 25  | 32  |     |     | 35  |     |     |     |     | 42  |     | 32  |     |     |     |     |     |     |     |     |     |     |     |     |     |     |     |     |     |     |     |     |     |     |     | 28  |      |     |
|                                                                            | Mike Wallace         |     |     |     |     |     |     |     |     |     |     |     |     |     |     |     |     |     |     |     |     |     |     |     |     |     |     |     | 34  | 40  | 34  |     | 38  | 26  |     | 36  |     |      |     |
|                                                                            | Kyle Fowler          |     |     |     |     |     |     |     |     |     |     |     |     |     |     |     |     |     |     |     |     |     |     |     |     |     |     |     |     |     |     |     |     | 28  |     |     |     |      |     |
|                                                                            | J. J. Yeley          |     |     | DNQ |     |     |     | DNQ |     | 40  | DNQ | 41  | DNQ | 39  | 38  | 36  | 34  |     |     |     |     |     |     | 30  | 33  | 32  | 43  |     |     | 39  | 29  | 38  | 42  | 39  | 31  | 30  | 37  |      |     |
|                                                                            | Joe Nemechek         | DNQ | 40  | DNQ | 41  | 32  | 43  | DNQ | 34  | 37  | DNQ | 31  | 34  |     |     |     |     | 38  | DNQ |     |     | 40  | 30  | 35  |     | 37  | 40  | 36  |     |     |     |     | DNQ |     |     |     |     |      |     |
|                                                                            | Blake Koch           |     | 37  | DNQ |     |     |     |     |     |     |     |     | 35  | 30  |     |     |     |     |     |     |     |     |     |     |     |     |     |     |     |     |     | 39  |     |     |     |     | 38  |      |     |
|                                                                            | Joey Gase            |     |     |     |     |     |     |     |     |     |     |     |     |     |     |     |     |     |     |     |     |     |     |     |     |     |     | 37  |     |     | 37  |     |     |     | 37  | 33  |     |      |     |
|                                                                            | Mike Bliss           |     |     |     |     |     |     |     |     |     |     |     |     |     |     |     |     | 41  |     | 43  |     |     |     |     |     | 43  | 35  | 43  |     | 36  | 43  |     |     |     |     | 43  |     |      |     |
|                                                                            | Corey LaJoie         |     |     |     |     |     |     |     |     |     |     |     |     |     |     |     |     |     |     |     |     |     |     |     |     |     |     |     | 41  |     |     | 35  |     |     |     |     |     |      |     |
|                                                                            | Regan Smith          |     |     |     |     |     |     |     |     |     |     |     |     |     |     |     |     |     |     |     |     |     | 37  |     |     |     |     |     |     |     |     |     |     |     |     |     |     |      |     |
|                                                                            | Morgan Shepherd      | DNQ | 43  |     |     |     |     |     |     |     |     |     |     |     |     |     |     |     |     | 39  |     |     |     |     |     |     |     |     |     |     |     |     |     |     |     |     |     |      |     |
|                                                                            | Johnny Sauter        |     |     |     |     |     |     |     |     |     |     |     |     |     |     |     |     |     |     |     |     | 43  |     |     |     |     |     |     |     |     |     |     |     |     |     |     |     |      |     |
|                                                                            | Eric McClure         | DNQ |     |     |     |     |     |     |     |     | DNQ |     |     |     |     |     |     |     |     |     |     |     |     |     |     |     |     |     |     |     |     |     |     |     |     |     |     |      |     |
|                                                                            | Matt Crafton         |     |     |     |     | QL  |     |     |     |     |     |     |     |     |     |     |     |     |     |     | DNQ |     |     | QL  |     |     |     |     |     |     |     |     |     |     |     |     |     |      |     |
| Pos.                                                                       | Piloto               | DAY | PHO | LSV | BRI | CAL | MAR | TEX | DAR | RIC | TAL | KAN | CHA | DOV | POC | MIC | SON | KTY | DY2 | NHA | IND | PO2 | GLN | MI2 | BR2 | ATL | RI2 | CHI | NH2 | DV2 | KN2 | CH2 | TL2 | MA2 | TX2 | PH2 | HOM | Pts  |     |

| Referencias \| Color \| Resultado(s) \| \| Oro \| Ganador \| \| Plata \| 2.º-5.º lugar \| \| Bronce \| 6.º-10.º puesto \| \| Verde \| 11.º-20.º lugar \| \| Azul \| Finalizó 21 o peor \| \| Violeta \| No terminó la carrera \| \| Negro \| Descalificado (DSQ) \| \| Rosa \| No se clasificó (DNQ) \| \| Marrón \| Retiro (Wth) \| \| Blanco \| Clasificó para otro piloto(QL) \| \| Sin color \| No participó (DNP) \| \| Sin color \| Lesionado (INJ) \| \| Sin color \| Excluido (EX) \| Negrita – Pole position obtenida por tiempos. Cursiva – Pole position obtenida por los resultados en la última práctica, o por la posición en el campeonato de propietarios del año pasado. * – Piloto que más vueltas lideró. |                                |
| Color | Resultado(s)                   |
| Oro | Ganador                        |
| Plata | 2.º-5.º lugar                  |
| Bronce | 6.º-10.º puesto                |
| Verde | 11.º-20.º lugar                |
| Azul | Finalizó 21 o peor             |
| Violeta | No terminó la carrera          |
| Negro | Descalificado (DSQ)            |
| Rosa | No se clasificó (DNQ)          |
| Marrón | Retiro (Wth)                   |
| Blanco | Clasificó para otro piloto(QL) |
| Sin color | No participó (DNP)             |
| Sin color | Lesionado (INJ)                |
| Sin color | Excluido (EX)                  |

| Color     | Resultado(s)                   |
| Oro       | Ganador                        |
| Plata     | 2.º-5.º lugar                  |
| Bronce    | 6.º-10.º puesto                |
| Verde     | 11.º-20.º lugar                |
| Azul      | Finalizó 21 o peor             |
| Violeta   | No terminó la carrera          |
| Negro     | Descalificado (DSQ)            |
| Rosa      | No se clasificó (DNQ)          |
| Marrón    | Retiro (Wth)                   |
| Blanco    | Clasificó para otro piloto(QL) |
| Sin color | No participó (DNP)             |
| Sin color | Lesionado (INJ)                |
| Sin color | Excluido (EX)                  |

### Campeonato de Marcas
| Pos | Marca     | Victorias | Puntos |
| --- | --------- | --------- | ------ |
| 1   | Chevrolet | 20        | 1619   |
| 2   | Ford      | 14        | 1571   |
| 3   | Toyota    | 2         | 1444   |